# 抬狗節
抬狗節是中國贵州省剑河县革东镇交榜村的苗族居民特有的節日，訂於每年農歷七月辰日。傳說中當地人的祖輩在一隻狗的帶領下找到了水源，所以後代子孫每年都會感謝狗。每到抬狗節，交榜村居民會給狗穿上苗族傳統服裝、戴上繡花帽和銀項圈，用轎子抬著狗走村串寨來慶祝節日。
2015年，抬狗节被列入剑河县非物质文化遗产。